# Mathias Wagner (Politiker)

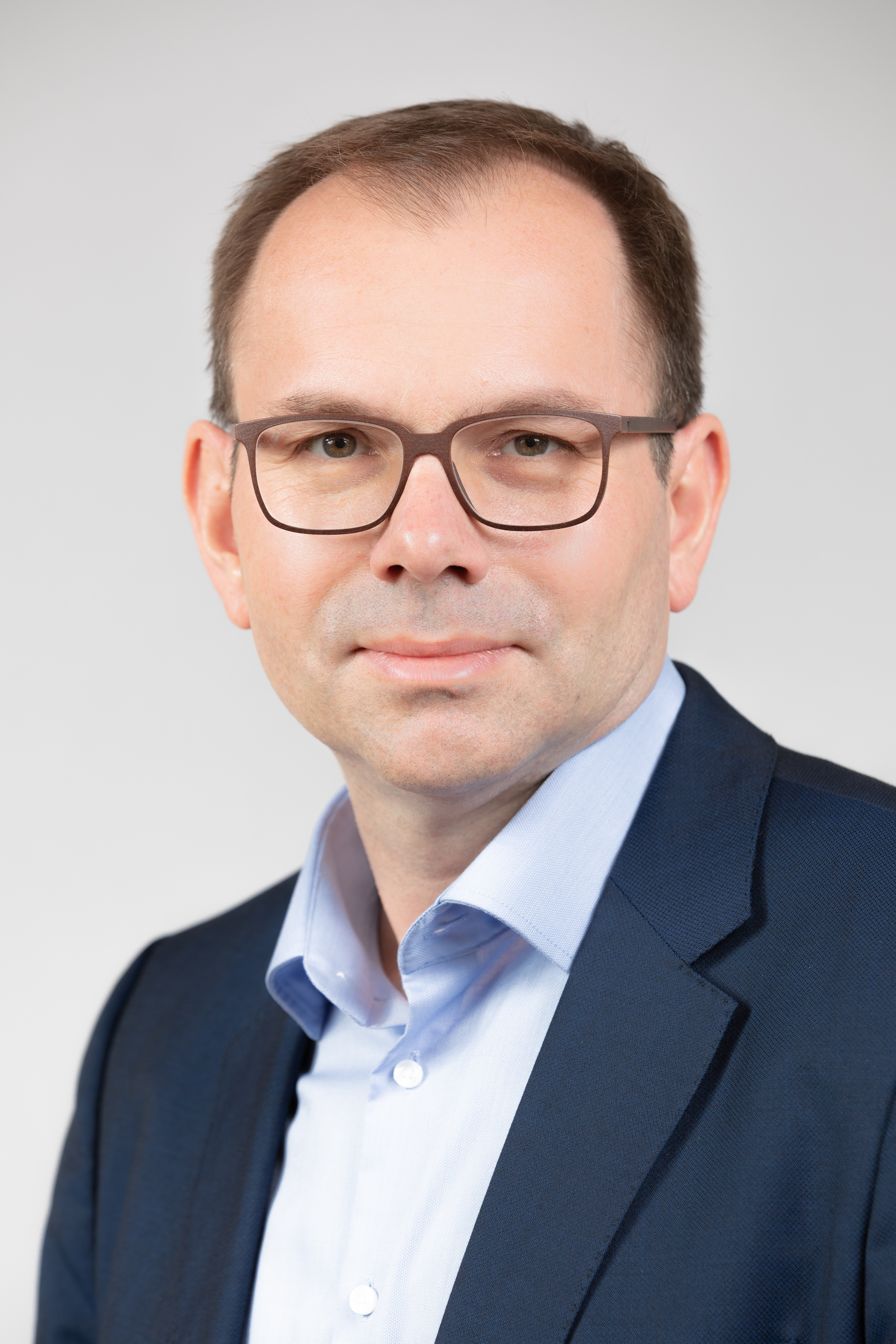
Mathias Wagner, 2019

Mathias Wagner (* 29. März 1974 in Frankfurt am Main) ist ein deutscher Politiker (Bündnis 90/Die Grünen). Er ist seit 2003 Mitglied des Hessischen Landtages und seit Januar 2014 Vorsitzender der Landtagsfraktion der Grünen.

## Leben
Wagner besuchte die Philipp-Reis-Schule in Friedrichsdorf und legte dort 1993 das Abitur ab. Nach Ableistung des Zivildienstes in einem Klinikum nahm er 1994 ein Studium der Politologie und Volkswirtschaftslehre in Frankfurt am Main auf, das er 1998 als Diplom-Politologe abschloss. Von 1995 bis 1998 war er Mitarbeiter des hessischen Landtagsabgeordneten Tarek Al-Wazir. 1999 ging er nach Berlin, wo er als Wissenschaftlicher Mitarbeiter beim Vorsitzenden der Bundestagsfraktion von Bündnis 90/Die Grünen, Rezzo Schlauch, tätig war. Im Anschluss war er Büroleiter bei den Bundesparteivorsitzenden Rezzo Schlauch und Fritz Kuhn.
Wagner ist ledig.

## Politischer Werdegang
Wagner ist seit 1995 Mitglied von Bündnis 90/Die Grünen.
Seit dem 5. April 2003 ist er Mitglied des Hessischen Landtages. Nachdem er bei der Landtagswahl 1999 im Wahlkreis Hochtaunus I kandidiert hatte, trat er bei den Landtagswahlen 2003, 2008 und 2009 im Wahlkreis Limburg-Weilburg II an, wurde aber jeweils über die Landesliste gewählt. Er war ab 2003 fachpolitischer Sprecher für Finanzen, Verkehrspolitik und Landesentwicklung, von 2005 bis 2018 war er bildungspolitischer Sprecher und von 2008 bis 2014 Parlamentarischer Geschäftsführer. Seit 2014 ist er Vorsitzender der Grünen-Fraktion im Hessischen Landtag.
Bei der Landtagswahl in Hessen 2013 trat er als Direktkandidat im Wahlkreis Wiesbaden II an, unterlag Horst Klee und zog über die Landesliste von Bündnis 90/Die Grünen in den Landtag ein. Am 13. Januar 2014 wurde er von der neu gewählten Landtagsfraktion der Grünen zu ihrem Vorsitzenden für die am 18. Januar 2014 beginnende 19. Legislaturperiode des Hessischen Landtags gewählt. Bei der Landtagswahl in Hessen 2018 kandidierte er im Wahlkreis Wiesbaden I, wo er der CDU-Kandidatin Astrid Wallmann unterlag, aber zum fünften Mal in Folge über die Landesliste in das Parlament gewählt wurde. Bei der Landtagswahl 2023 zog er erneut über die Liste in den Landtag ein.
Seit 2020 ist Wagner Vorsitzender des Wiesbadener Kreisverbands von Bündnis 90/Die Grünen.